# Polare Stratosphärenwolken

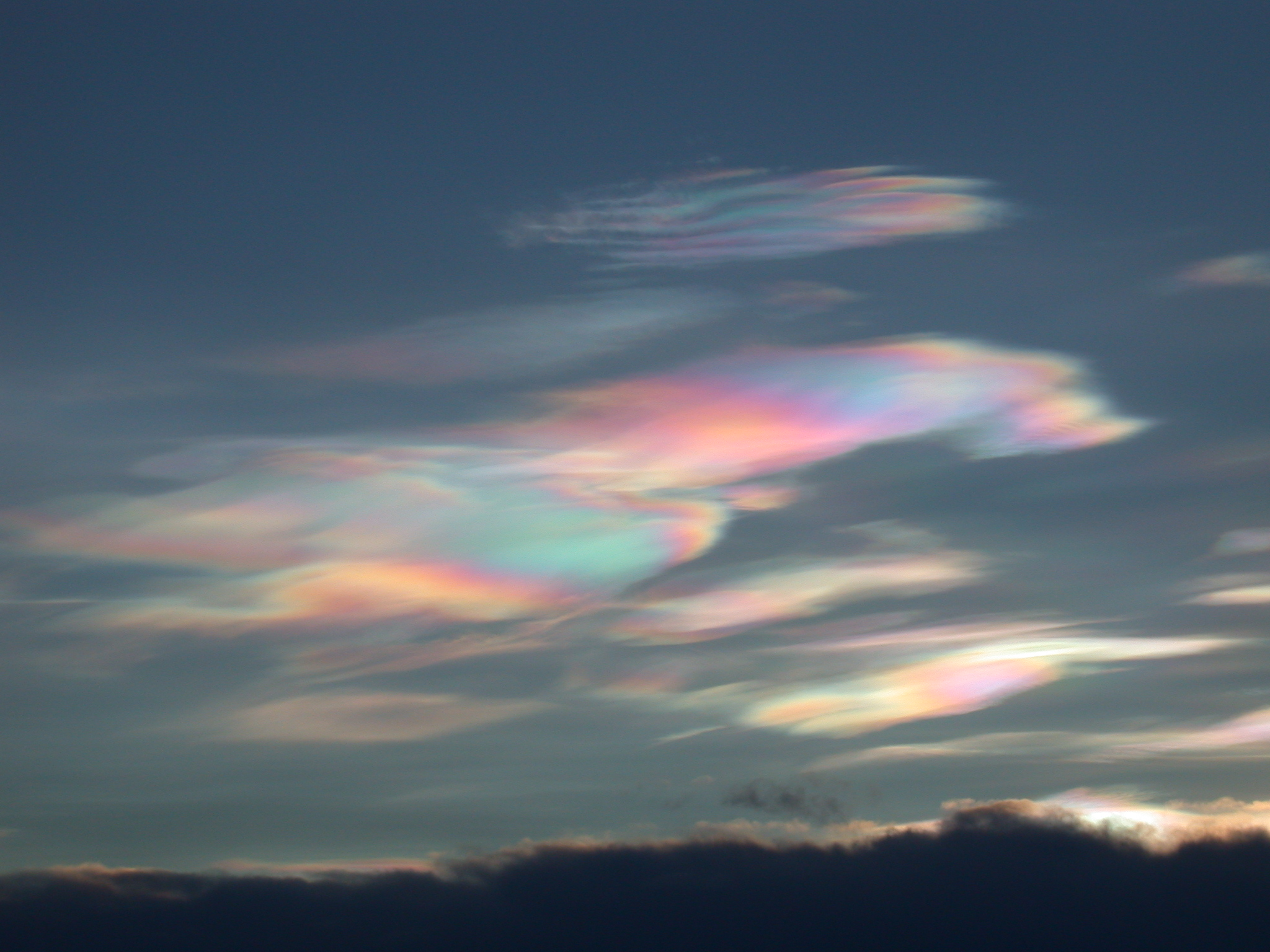
Polare Stratosphärenwolken

Polare Stratosphärenwolken (Abk. PSCs von engl.: polar stratospheric clouds), nach ihrem Aussehen auch als Perlmuttwolken bekannt, treten in der Stratosphäre in Höhen über 20 km auf, meist im Bereich von 22 bis 29 km. PSCs können nur bei Temperaturen unter −78 °C (195 K) entstehen. Dies geschieht regelmäßig im Winter in den Polarregionen jenseits von 80° nördlicher bzw. südlicher Breite. Auf der Südhalbkugel sind PSCs dabei wesentlich häufiger zu beobachten als auf der Nordhalbkugel (Grund s. u.).
In der Stratosphäre ist der Wasserdampfgehalt der Luft sehr gering, so dass sich keine herkömmlichen Wasserwolken bilden können. Polare Stratosphärenwolken bestehen daher aus Kristallen von Schwefelsäure oder Salpetersäure; bei extrem tiefen Temperaturen kann sich um diese Säurekristalle noch ein Eismantel bilden. An den Oberflächen der Kristalle können chemische Reaktionen ablaufen, die für den Ozonabbau in der Stratosphäre und die Entstehung des Ozonlochs bedeutsam sind (zur Rolle der PSCs siehe dort).
Polare Stratosphärenwolken sollten nicht mit leuchtenden Nachtwolken verwechselt werden. Diese entstehen in deutlich größeren Höhen von 80 bis 85 km in der Mesopause.

## Aussehen und Vorkommen

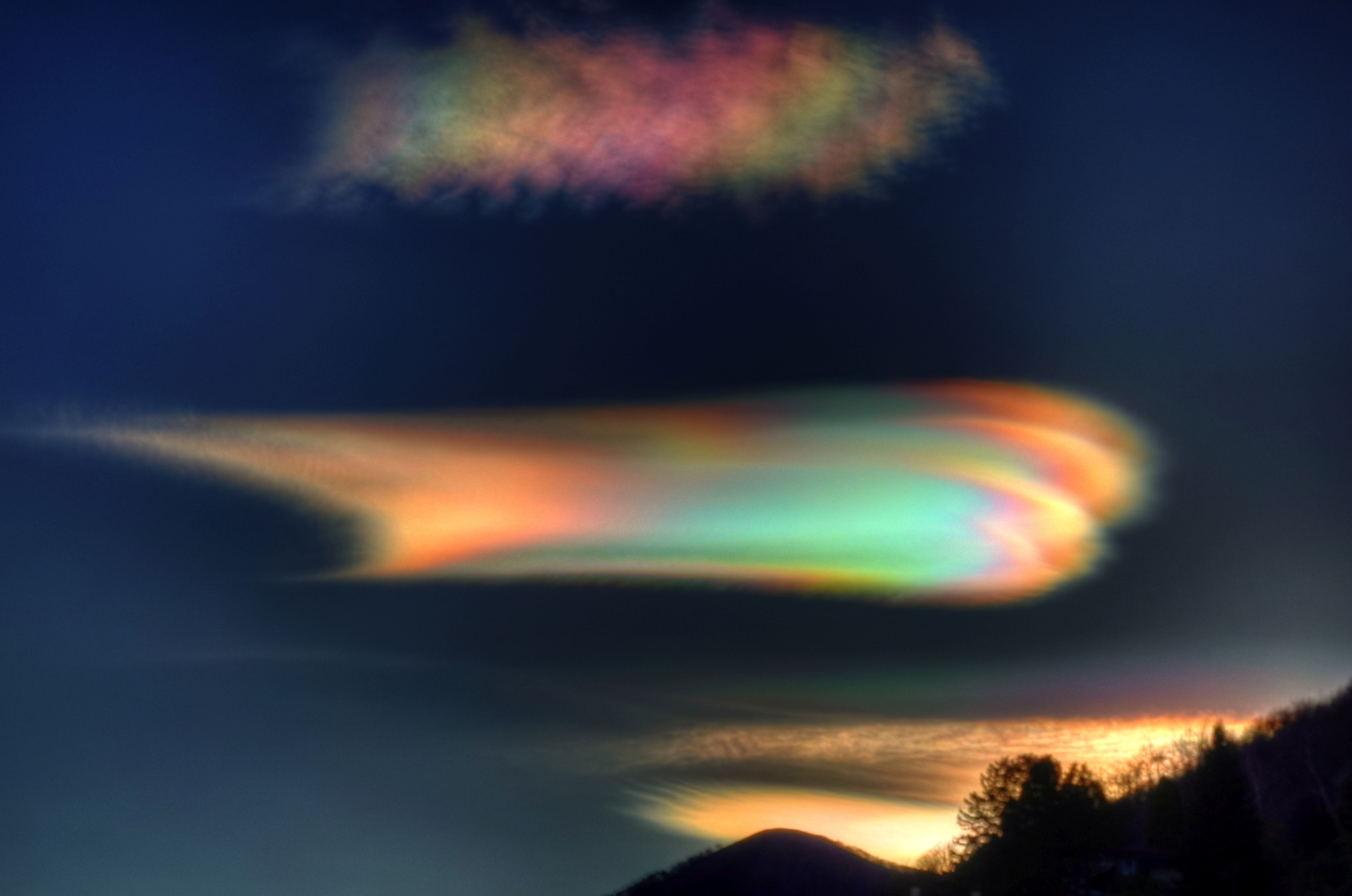
Erste dokumentierte Sichtung einer polaren Stratosphärenwolke über der Schweiz und Norditalien, fotografiert von Brissago, Tessin, in Richtung Italien (Dezember 2023)

Die Perlmutt-Färbung der PSCs wird durch Beugung und Interferenz von Sonnenlicht an den (Wasser-)Eiskristallen erzeugt und ist besonders deutlich, wenn die Sonne bereits unter dem Horizont steht.
PSCs treten im Süden (im Südwinter) häufiger auf als im Norden (im Nordwinter), weil eine Voraussetzung für ihre Entstehung ein ungestörter Polarwirbel ist; dieser kommt auf der Südhalbkugel deutlich häufiger zustande. Der Polarwirbel ist ein Kaltluftgebiet, das sich in der Polarnacht über dem antarktischen Kontinent bzw. über der Arktis bildet. Die Landmassen von Antarktika sind im Wesentlichen rund, und es gibt keine größeren Gebirge. In der Arktis dagegen muss die Luft im Polarwirbel über die Gebirge der hohen nördlichen Breiten strömen, dadurch wird der Wirbel an seinen Rändern gestört, und wärmere Luft wird eingemischt. Das verhindert in der Regel, dass die Temperaturen im Nordwinter so weit absinken, dass PSCs entstehen können.
Besonders im Winter 2004/2005 wurden auch in der arktischen Stratosphäre vergleichsweise niedrige Temperaturen verzeichnet. Neben den Polen entstehen PSCs in Alaska und Sibirien sowie an den Gebirgen Norwegens und seltener Schottlands.
Im Dezember 2023 vermuteten die Meteorologen von SRF Meteo aufgrund der Höhe und Zeit nach Sonnenuntergang einer irisierenden Wolke eine PSC im Tessin.

## Entstehung und Typen

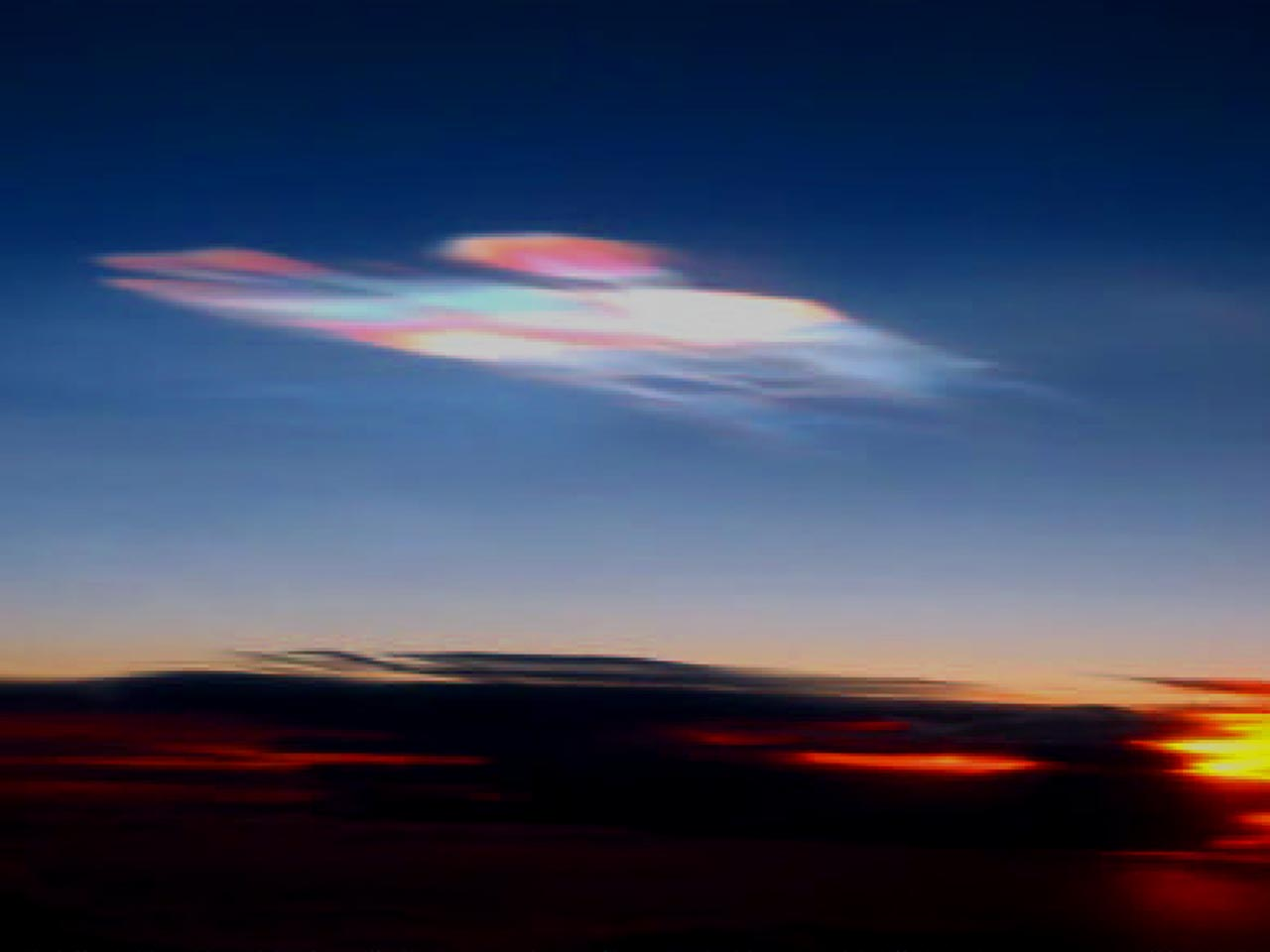
Typ II (Wasser) PSC

Es gibt zwei bzw. drei Typen von PSCs.

### TypI
Polare Stratosphärenwolken vom Typ I bestehen hauptsächlich aus Salpetersäure und Wasser, sie werden in zwei Untertypen unterteilt.

### TypIb: Lösung aus Schwefelsäure, Salpetersäure und Wasser
In der Stratosphäre gibt es eine Aerosolschicht, die aus flüssigen Schwefelsäuretröpfchen besteht (die Junge-Schicht). Der Schwefel in dieser Schicht entstammt natürlichen Quellen: den Ozeanen und Vulkanausbrüchen. Auf diesen Schwefelsäuretröpfchen kann sich bei Temperaturen unter −78 °C (195 K) Wasser (H2O) und Salpetersäure (HNO3) ablagern. Solch niedrige Temperaturen werden in der Stratosphäre im Winterhalbjahr in Höhen zwischen 20 und 30 km gemessen. Bei diesem Vorgang entsteht eine unterkühlte ternäre Lösung (engl. Supercooled Ternary Solution STS), die nun Schwefelsäure, Salpetersäure und Wasser enthält. Aus diesen Tröpfchen bestehen die polaren Stratosphärenwolken vom Typ Ib.

### TypIa: Kristalle aus Salpetersäuretrihydrat und Wasser
Durch Temperaturschwankungen kann die Salpetersäure wieder aus der Lösung entweichen, woraufhin Kristalle aus Schwefelsäuretetrahydrat (Sulphuric Acid Tetrahydrate, SAT) zurückbleiben. Wenn die Temperatur unter −83 °C (190 K) sinkt, kann auf den SAT-Kernen Salpetersäure kondensieren, es bildet sich eine Schale aus Salpetersäuretrihydrat (Nitric Acid Trihydrate, NAT) um den Kern. Aus derartig aufgebauten Partikeln bestehen polare Stratosphärenwolken vom Typ Ia.

### TypII: vereistes Wasser
Sinkt die Temperatur auf −85 °C (188 K) oder darunter, kann auch Wasser auf den schon vorhandenen SAT/NAT-Partikeln kondensieren und einen Eismantel bilden. Polare Stratosphärenwolken, die aus solchen Partikeln aufgebaut sind, bezeichnet man als PSCs vom Typ II. Die Eispartikel mit SAT/NAT-Kern sind mit 10 bis 1000 µm (= 1/100 bis 1 mm) deutlich größer als die Partikel in PSCs vom Typ Ia oder Ib mit unter 1 µm Durchmesser.

## Trivia
Nach Ansicht norwegischer Wissenschaftler waren Perlmuttwolken Vorbild für die vom norwegischen Maler Edvard Munch auf seinen Werken mit dem Titel Der Schrei wiedergegebenen Wolken.